# Миљка Брђанин Бабић
Миљка Брђанин-Бабић (Тузла, 16. новембар 1977) српска је филмска, телевизијска и позоришна глумица.

## Живот
Глуму је дипломирала на Академији уметности у Бањалуци 2003. године са представом Мали принц. Члан је Народног позоришта Републике Српске од 2002. године. Живи у Бањој Луци.

## Улоге
| Год.   | Назив                      | Улога                |
| ------ | -------------------------- | -------------------- |
| 1990-е |                            |                      |
| 1999.  | Жене, људи и остало        | Медицинска сестра    |
| 2000-е |                            |                      |
| 2005.  | Хероји за један дан        |                      |
| 2008.  | Село гори, а баба се чешља | Медицинска сестра    |
| 2008.  | То топло љето              | Гордана              |
| 2008.  | Купљено                    | Марта                |
| 2010-е |                            |                      |
| 2012.  | Војна академија            | професорка Тодоровић |
| 2013.  | Замало живот               | Миља                 |
| 2014.  | Криза                      | Сандра               |
| 2015.  | Луд, збуњен, нормалан      | Саџида Фуфић         |
| 2020-е |                            |                      |
| 2021.  | Адвокадо                   | Ванеса Варга         |